# Stevens Reef
Stevens Reef är ett rev i Australien.   Det ligger i delstaten Queensland. Revet består av Little Stevens Reef och Big Stevens Reef.